# سمورچه پانامینت

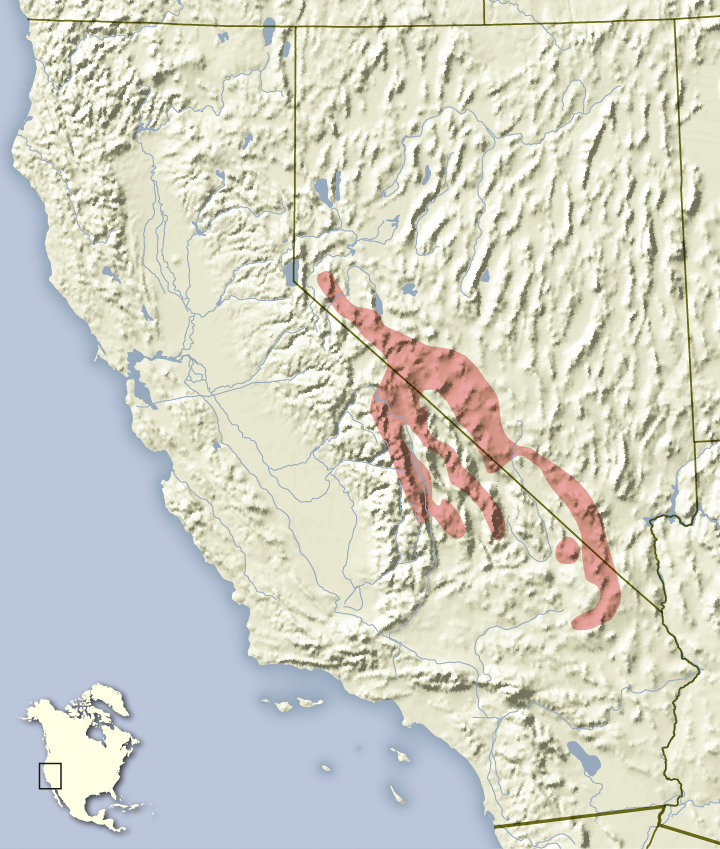

سمورچه پانامینت (نام علمی: Tamias panamintinus) نام یک گونه از سرده سمورچه است.